# Marcus Gjøe Rosenkrantz

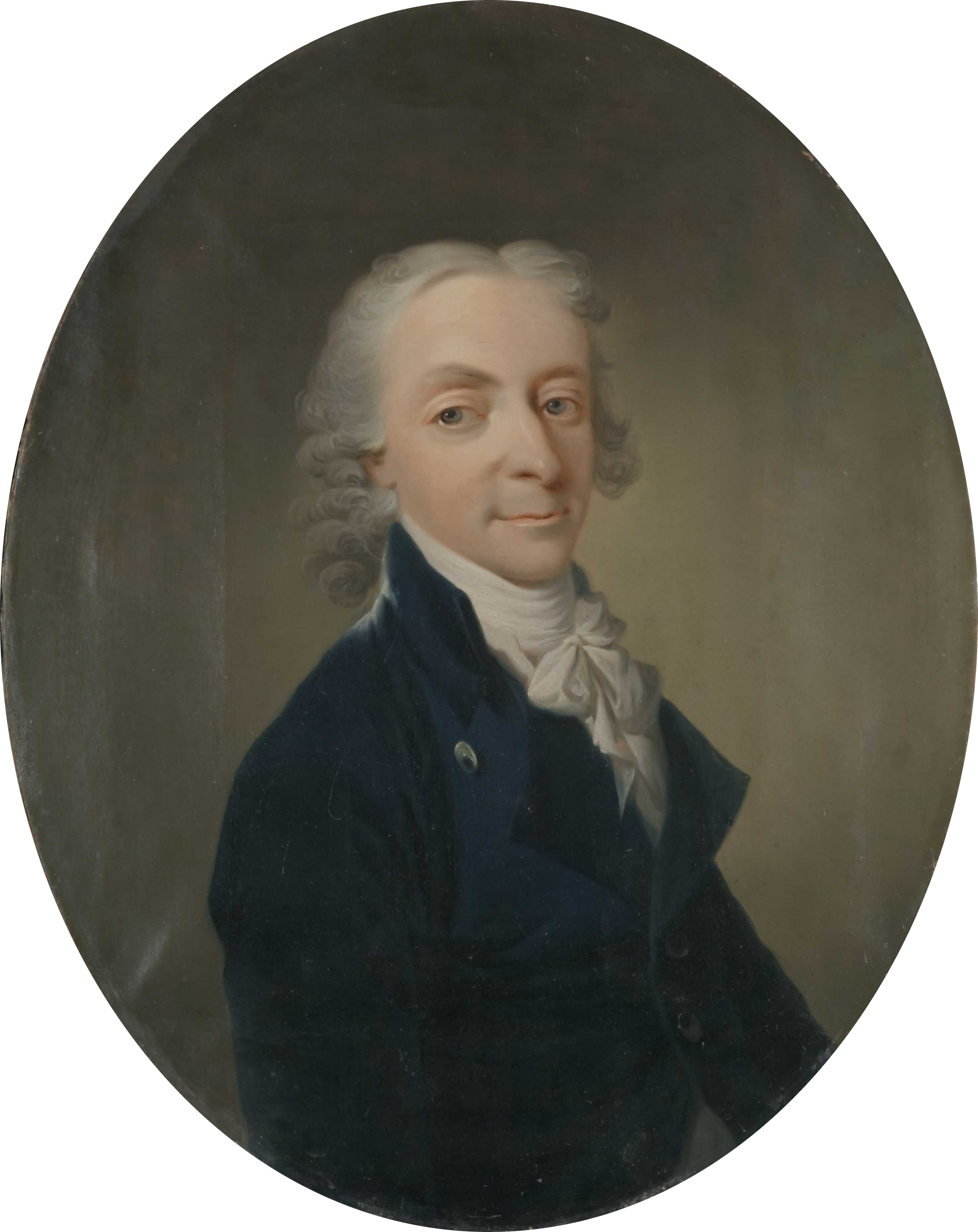
Marcus Gjøe Rosenkrantz

Marcus Gjøe Rosenkrantz (* 25. Januar 1762 in Tveit bei Kristiansand; † 11. Mai 1838 in Christiania) war ein dänisch-norwegischer Politiker, Freiherr und Grundbesitzer. Von 1814 bis 1815 war er Erster Minister von Norwegen und späteres Mitglied des Folketings.

## Leben
Rosenkrantz war Sohn des Karriereoffiziers Otto Christian Rosenkrantz. Sein Bruder Niels Rosenkrantz wurde später Staatsminister.
Von 1776 bis 1780 lernte Rosenkrantz an der königlich-norwegischen mathematischen Schule. 1781 war er Schüler an der Randers Statsskole. Im selben Jahre wurde er Jurastudent in Kopenhagen und machte dort 1784 seinen Abschluss. 1796 heiratete er die dreizehn Jahre ältere Maruen Juel, Norwegens älteste Witwe, die durch ihre beiden vorigen Ehen bedeutende Güter besaß – Stubljan und Hvitebjørnbrug in Aker und Borregård und Hafslund in Smålenene.
Von 1818 bis 1820 und von 1824 bis 1827 war er für Smaalenes amt Abgeordneter des Storting, von 1827 bis 1829 vertrat er Fredrikshald.
Am 10. Juli 1792 kam seine Tochter Karen F. Rosenkrantz zur Welt. Sie heiratete am 12. Dezember 1810 den Grafen Eggert Christopher Knuth, der ebenfalls Jurist war. Rosenkrantz' Enkel Frederik Marcus Knuth wurde der erste Außenminister Dänemarks.